# Sa'd ibn Abi Waqqas

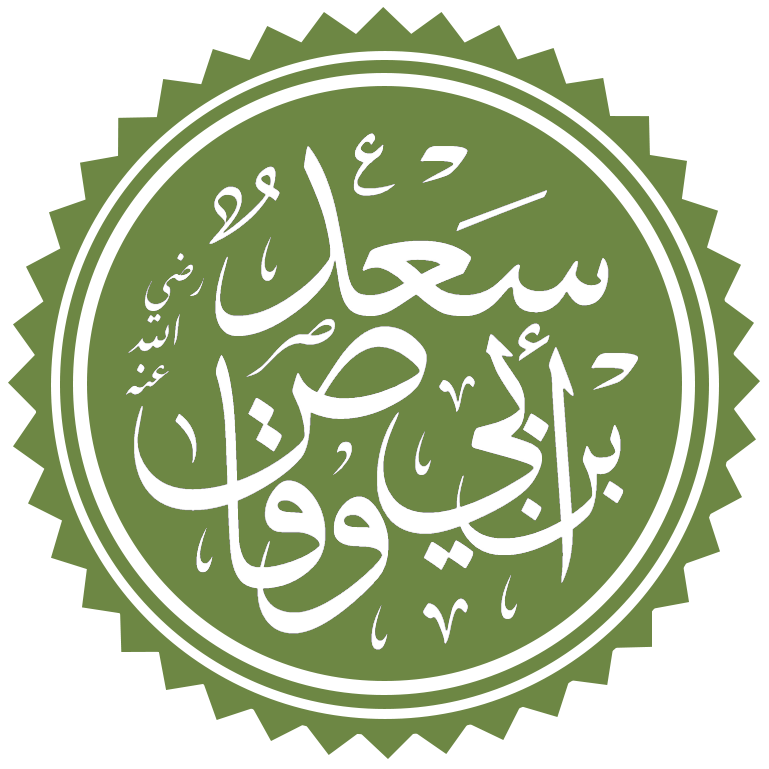

Sa`d ibn Abi Waqqas (Arabisch: سعد بن أبي وقاص) (ca. 595 - overleden in 675) was een van de metgezellen van Mohammed en is volgens de islamitische tradities een van de tien personen waarvan getuigd werd dat zij voor het Paradijs zijn bestemd. Sa`d ibn Abi Waqqas behoort volgens de islamitische tradities tot de schrijvers die de openbaringen hebben opgetekend van de koran.
Sa`d was afkomstig uit de Banu Zuhrah clan van de Qoeraisj en was een neef van Aminah bint Wahab, Mohammeds moeder. Sa`d behoort tot de eerste sahaba die de islam heeft geaccepteerd en is bekeerd met hulp van Aboe Bakr.
In 615 maakte hij deel uit van de oemma die naar Ethiopië emigreerde. Later, in 622, nam hij deel aan de hidjra van Mekka naar Medina.
Door Mohammed is hij regelmatig aangesteld als bevelhebber van het islamitische leger. Hij nam ook deel aan de Slag bij Badr waar hij de Mekkaanse commandant Said ibn el-As doodde en zijn bekende zwaard Zulkifl naar Mohammed bracht.
Sa`d ibn Abi Waqqas is zowel bij de Slag bij Uhud, de Slag bij de Gracht, de Slag bij Khaybar als bij de inname van Mekka in 630 als militair actief geweest. Daarbuiten heeft hij ook aan andere veldslagen deelgenomen. Sa`d ibn Abi Waqqas heeft als legerleider de Sassaniden een definitieve nederlaag gebracht.
Tijdens het kalifaat van Omar heeft hij verschillende sleutelposities binnen het Arabische Rijk vervuld, waaronder gouverneur van Ctesiphon en Kufa; daarna is hij in Medina gaan leven.
Hij koos ervoor om zich niet te mengen in het schisma dat later onder de moslims ontstond.
Sa`d ibn Abi Waqqas heeft van de Asharatu mubashirun Mohammed het langst overleefd en stierf in 675 in de vallei van Akik, vlak bij Medina.
Abû Bakr As-Siddîq · ʿUmar ibn al-Khattâb · ʿUthmân ibn Affân · ʿAlî ibn Abî Tâlib · Talha ibn ʿUbayd Allâh · Zubayr ibn al-Awwâm · ʿAbdur Rahman ibn ʿAwf · Saʿd ibn Abi Waqqâs · Abu Ubayda ibn al-Jarrah · Saʿîd ibn Zayd